# 阚泽良
阚泽良（1929年5月5日—2017年12月26日），男，天津人，中国单弦艺人，天津市曲艺家协会老曲艺家艺术团团长。

## 生平
自幼读私塾。1942年师事盲艺人刘增祥学艺。1946年又拜名艺人华连仲学单弦。中华人民共和国成立前，在天津市演出。1949年，到沈阳市演唱单弦。1952年，参加中国人民赴朝慰问团，到朝鲜进行慰问演出，后留朝鲜为六十四军举办曲艺训练班，任单弦教师。1953年，参加沈阳市戏曲会演，演出单弦《寡妇得自由》，获表演奖。翌年调长春第一汽车制造厂歌舞团任演员，不久又调吉林省歌舞团任演员。1955年，参加吉林省音乐会演，演出单弦《戏迷》，获一等表演奖。
1957年，荣剑尘收他为徒，同年调吉林省广播曲艺团。1958年到北京参加第一届全国曲艺会演大会，演出自编单弦《干劲足，智谋多》，被评为优秀节目，并参加全国巡回演出。1959年，演出单弦《勤俭持家》，被灌成唱片。1966年，先后在吉林省吉剧团、吉林省歌舞团任演员。1979年，出席第四次全国文代会，被选为中国曲协理事。后任吉林曲协副主席、吉林省曲艺团演员。
他演唱的主要曲目还有《霸王别姬》、《钱秀才错占凤凰俦》、《鞭打芦花》、《满江红》、《孔雀东南飞》，现代曲目有《江姐就义》、《斗鸠山》、《不是一家人》、《弄巧成拙》等。2001年被中国曲艺家协会选为五十年有特殊贡献的曲艺家。